# Matthew Gregory Lewis

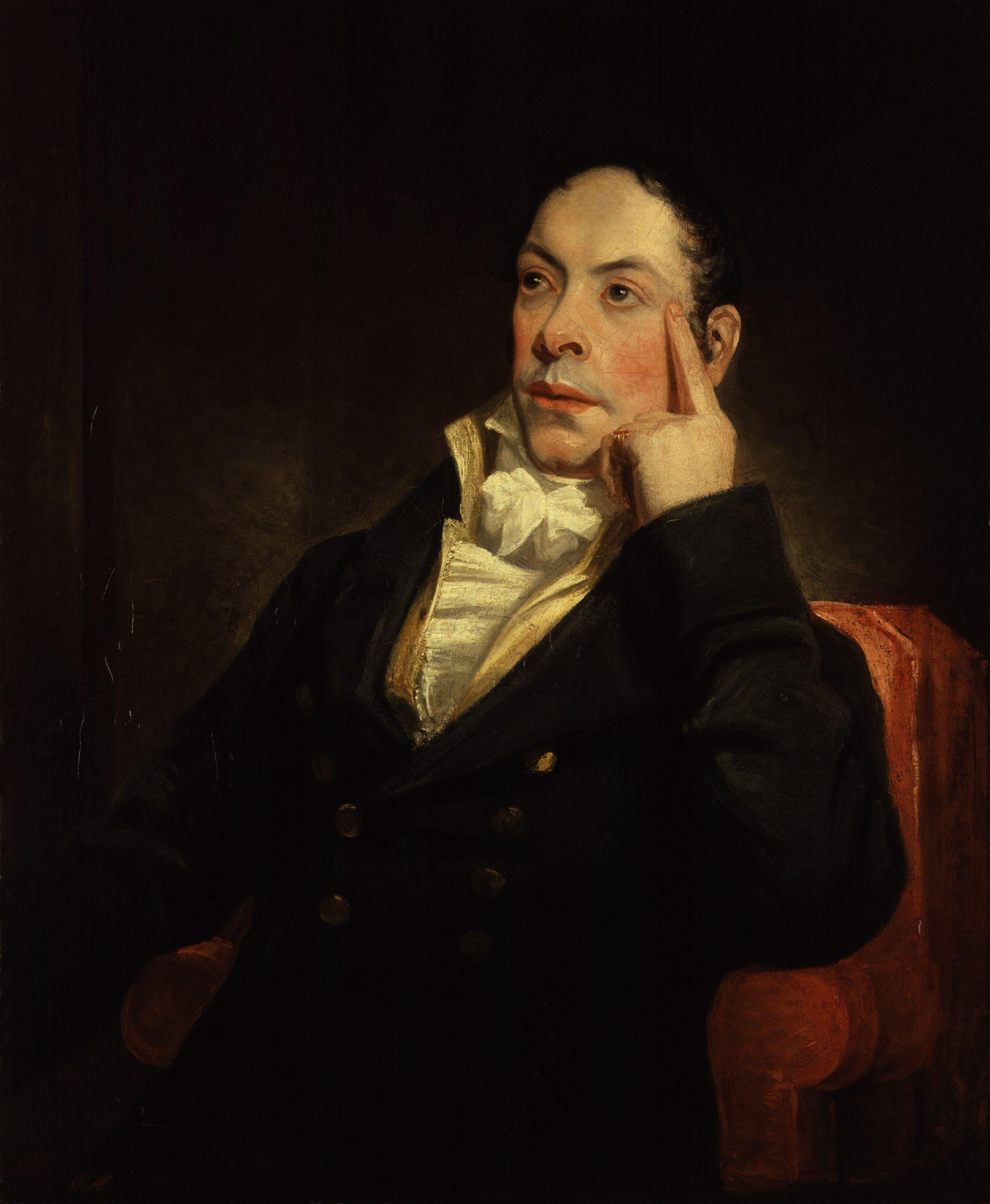
Matthew Gregory Lewis

Matthew Gregory Lewis (n. 9 iulie 1775 - d. 14 mai 1818) a fost un prozator englez, cunoscut în special pentru romanul său gotic Călugărul (sau Ambrosio, călugărul).
Reprezentant al acestui tip de literatură, a dus la limită tehnica folosirii macabrului și a supranaturalului.

## Scrieri
- 1796: Ambrosio, the Monk ("Ambrosio, călugărul")
- 1798: The Castle Spectre ("Fantoma din castel")
- 1801: Tales of Wonder ("Povești de groază")
- 1801: Alphonso
- 1808: Romantic Tales ("Povestiri romantice")
- 1834: Journal of a West Indian Proprietor ("Jurnalul unui proprietar din Indiile de Vest").

- „Suspiciunea” („Mistrust or Blanche and Osbright: a Feudal Romance”, 1808), povestire